# Dumes
Dumes település Franciaországban, Landes megyében. Lakosainak száma 250 fő (2022. január 1.). Dumes Audignon, Eyres-Moncube, Horsarrieu és Sainte-Colombe községekkel határos.

## Népesség
A település népességének változása:
| Lakosok száma | 152  | 112  | 113  | 240  | 268  | 258  | 236  | 229  | 221  | 250  |
|               | 1968 | 1982 | 1990 | 2006 | 2013 | 2015 | 2017 | 2019 | 2020 | 2022 |